# Honzen-ji
Le Honzenji (本禅寺) est un temple bouddhiste à Kyoto.